# 黒瀬ゆい
黒瀬 ゆい（くろせ ゆい、10月26日 - ）は、グラビアアイドル、日本の女優、タレントである。旧芸名は、織田 唯愛（おだ いちか）、織田 いちか、愛称は、いっちゃん。
キックボクシングKNOCK OUTラウンドガール(2023年)、アイドルユニット「アイアイタイガー」紫担当、ミスFLASH2024ファイナリスト。
過去には麻雀アイドルグループ「アイスアリアリ」、RIZINラウンドガールなどの活動があった。
前所属事務所はCENTRAL。

## 出演

### 舞台
- 嫌われ松子の一生 (2019年2月7日-11日 シアターグリーン)
- AgeR 主演 武蔵野芸能劇場
- 源's egg

### 映画
- おかざき恋愛四鏡
- 浅田家!
- KAPPEI

### ドラマ
- 十津川警部シリーズ（TBS） - キャバ嬢 役
- いだてん〜東京オリムピック噺〜（NHK） - 女学生 役
- べしゃり暮らし（テレビ朝日） - 女学生 役
- 時効警察はじめました（テレビ朝日） - 秘書 役
- 東京ラブストーリー（FOD） - 同僚 役
- いいね!光源氏くん（NHK） - 水着ギャル 役
- スカッとジャパン（フジテレビ） - 町田 役、店員 役
- 仮面ライダーゼロワン (テレビ朝日)  - OLヒューマギア 役
- シンデレラはオンライン中！ (フジテレビ)  - 店員 役
- ゲキカラドウ 3話 (テレビ東京)  - 彼女 役
- 全裸監督 シーズン2 (Netflix)  - AV女優 役
- 金魚妻
- サンクチュアリ -聖域-  - 村田の女 役

### その他
- あなたと温泉に行ったら…（フジテレビONE・フジテレビNEXT、2020年2月24日）・2021年4月29日・4月30日）
- 内村さまぁ〜ず